# Anabolia
Anabolia is een geslacht van schietmotten uit de familie van de Limnephilidae. Het geslacht werd voor het eerst wetenschappelijk beschreven door Stephens in 1837.

## Soorten
Het genus bevat de volgende soorten:

- Anabolia abriel
- Anabolia anatolica F. Sipahiler, 2001
- Anabolia apora C.R. Parker, 1984
- Anabolia appendix (G. Ulmer, 1905)
- Anabolia bimaculata (Walker, 1852)
- Anabolia brevipennis (Curtis, 1834)
- Anabolia concentrica (Zetterstedt, 1840)
- Anabolia consocia (Walker, 1852)
- Anabolia furcata Brauer, 1857
- Anabolia kawamurai Iwata, 1927
- Anabolia laevis Zetterstedt, 1840
- Anabolia lombarda Ris, 1897
- Anabolia nervosa (Curtis, 1834)
- Anabolia oculata A.V. Martynov, 1909
- Anabolia ozburni Milne, 1935
- Anabolia schmidi K.-M. Leng & L.-F. Yang, 2004
- Anabolia semenovi (A.V. Martynov, 1935)
- Anabolia servata (R. McLachlan, 1880)
- Anabolia sordida H.A. Hagen, 1861
- Anabolia soror McLachlan, 1875
- Anabolia subquadrata A.V. Martynov, 1930
- Anabolia taibaishanica W. Mey & L. Yang, 2001
- Anabolia yunnanensis K.-M. Leng & L.-F. Yang, 2004